# Elisabeth Kadow
Elisabeth Kadow   (Bremerhaven, 19 de març de 1906 - Krefeld, 11 de juny de 1979) va ser una artista tèxtil i professora alemanya.

## Biografia
Filla d'un arquitecte de Bremerhaven, Elisabeth Jäger va començar a formar-se a la Bauhaus de Weimar a l'edat de 18 anys i, després, va ser alumna de l'artista de tapissos Irma Goecke. Després de graduar-se va ser contractada com a professora a Dortmund. El 1940 Jäger es va casar amb el teixidor, pintor i artista gràfic Gerhard Kadow. D'ençà del 1958 va treballar a la Hochschule Niederrhein de Krefeld.
Elisabeth Kadow i Hildegard von Portatius van dissenyar i van crear juntes tapissos. Va saber combinar de manera òptima les tècniques més diverses de producció i art tèxtil i utilitzar la llibertat creativa entre la regla i el desordre de manera abstracta i concreta. Les aquarel·les així com les formacions de quadrícules i capes, els tons de color harmoniosos i les barreges intel·ligents de colors caracteritzen la seva obra.
Kadow va tenir èxit en exposicions i fires comercials i va guanyar fama internacional. Va exposar les seves obres del 1954 al 1964 a la Triennal de Milà i el 1958 a l'Expo Universal de Brussel·les. Un carrer al districte d'Allerheiligen a Neuss duu el seu nom.